# چلیکو
چلیکو (به ایتالیایی: Celico) یک کومونه در ایتالیا است که در استان کزنتزا واقع شده‌است.

## خصوصیات
چلیکو ۹۸ کیلومترمربع مساحت و ۳٬۰۱۸ نفر جمعیت دارد و ۷۵۰ متر بالاتر از سطح دریا واقع شده‌است.